# طبرانی
ابوالقاسم سلیمان بن احمد بن ایوب بن مطیر لخمی شامی طبرانی (۲۶۰ – ۳۶۰ هجری) از عالمان اهل سنت بود. برخی از آثار او عبارتند از:
1. المعجم الکبیر
2. المعجم الأوسط
3. کتاب الدعاء
4. کتاب عشرة النساء
5. کتاب حدیث الشامیین
6. کتاب المناسک
7. کتاب الأوائل
8. کتاب السنة
9. کتاب الطوالات
10. کتاب الرمی
11. کتاب النوادر
12. مسند أبی هریرة
13. تفسیر الطبرانی
14. کتاب دلائل النبوة
15. مسند شعبة
16. مسند سفیان
17. مسند عائشة
18. مسند أبی ذر
19. معرفة الصحابة
20. کتاب العلم
21. کتاب الرؤیة
22. فضل العرب
23. کتاب الجود
24. کتاب الفرائض
25. مناقب أحمد
26. کتاب الاشربة
27. کتاب الأولویة فی خلافة أبی بکر وعمر